# Martin Šuma
Martin Suma (ur. 19 czerwca 1994 r.) – czeski wioślarz.

## Osiągnięcia
- Mistrzostwa Świata Juniorów – Brive-la-Gaillarde 2009 – ósemka  – 8. miejsce[1].
- Mistrzostwa Świata U-23 – Brześć 2010 – ósemka – 5. miejsce[1].
- Mistrzostwa Świata Juniorów – Račice 2010 – ósemka – 6. miejsce[1].
- Mistrzostwa Europy – Montemor-o-Velho 2010 – ósemka – 7. miejsce[1].